# Blood Stain Child
Blood Stain Child – japońska grupa muzyczna pochodząca z Osaki wykonująca muzykę melodic death metal z elementami trance i emo. Powstała w 1999 jako „Visionquest”, aby po roku zmienić nazwę na „Blood Stain Child”.

## Muzycy

### Obecny skład zespołu
- Ryo – gitara basowa, wokal (od 2007)
- Ryu Kuriyama – gitara
- G.S.R – gitara (od 2007)
- Aki – instrumenty klawiszowe
- GAMI – perkusja (od 2010)
- KiKi - wokal (od 2013)

### Byli członkowie zespołu
- Daiki – gitara (do 2005)
- Shiromasa – gitara (od 2005 do 2007)
- Sadew – wokal (od 2007 do 2010)
- Violator – perkusja (od 2000 do 2010)
- Sophia – wokal (od 2010 do 2012)

## Dyskografia

### Albumy studyjne
- Silence of Northern Hell (2002)
- Mystic Your Heart (2003)
- Idolator (2005)
- Mozaiq (2007)
- Epsilon (2011)

### Minialbumy
- Fruity Beats (2007)
- Fruity Beats 2 (2008)
- Fruity Beats 3 (2008)
- Fruity Beats 4 (2009)
- Fruity Beats 5 (2009)
- Fruity Beats 6 (2010)

### Dema
- Demo 2000 (2000)
- The World (2001)

## Wideografia

### Teledyski
- Silence of Northern Hell (z Silence of Northern Hell)
- Truth from (z Idolator)
- Freedom (z Mozaiq)